# Glyptorhaestus selandrivorus
Glyptorhaestus selandrivorus là một loài tò vò trong họ Ichneumonidae.